# Villa Elvira

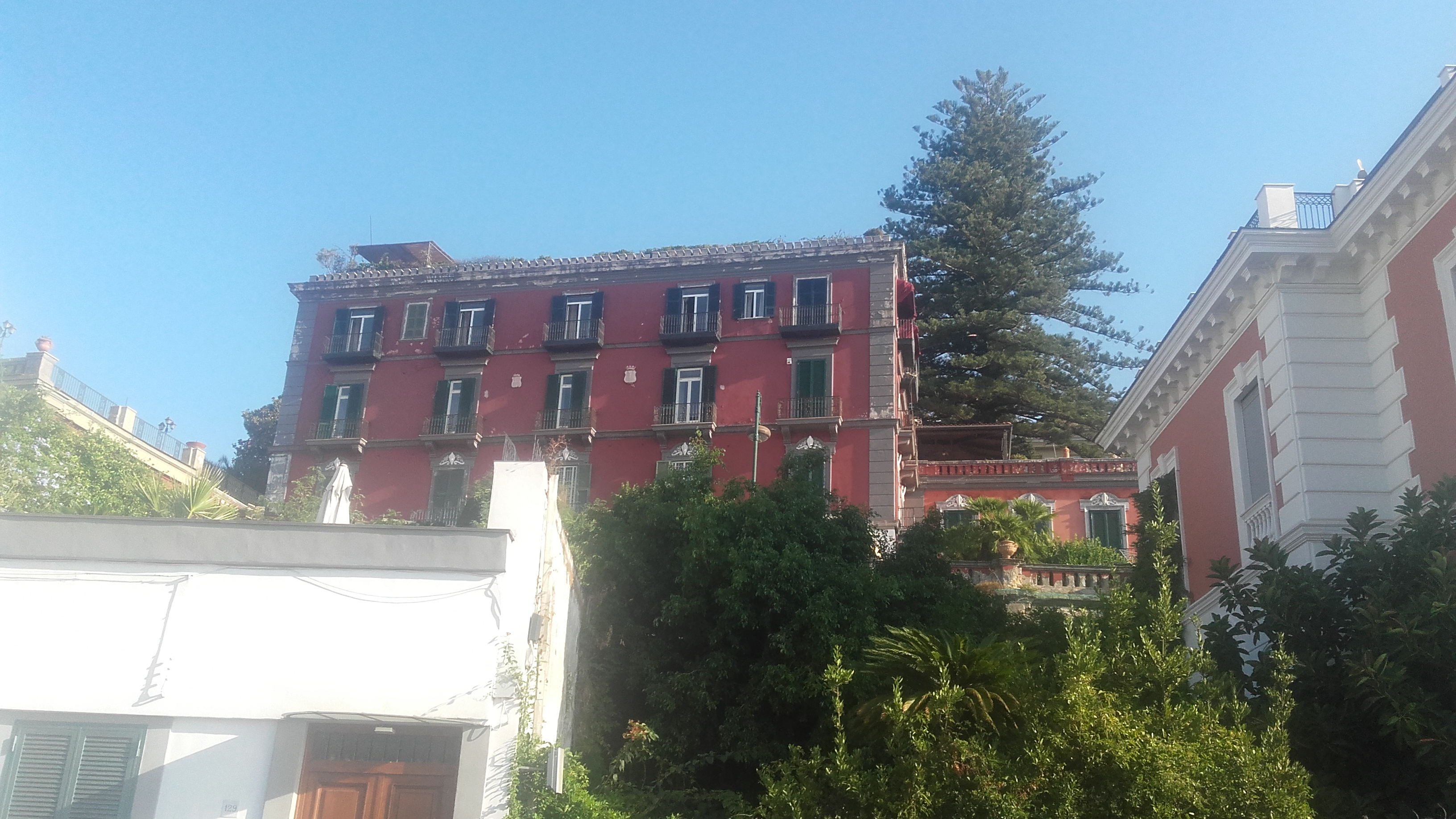
Villa Elvira in Neapel von Corso Vittorio Emanuele aus

Die Villa Elvira ist ein Landhaus aus dem 18. Jahrhundert im Viertel Chiaia von Neapel in der italienischen Region Kampanien. Es liegt in der Via Torquato Tasso, 5.

## Geschichte
Das Landhaus wurde sicherlich im 18. Jahrhundert erbaut, da es erstmalig in der Karte des Duca di Noja aus dem Jahre 1775 verzeichnet ist. Das provisorische Kataster der Stadt Neapel, das Joachim Murat anlegen und zwischen 1815 und 1820 veröffentlichen ließ, weist es als Eigentum des Barons Marinelli aus. Die Carta Schiavoni von 1879 hat es als eines der vielen Anwesen der Familie Grifeo in diesem Teil der Stadt gelistet. 1885 wurde die heutige Via Torquato Tasso trassiert, die das Anwesen in zwei Teile teilt. Im Teil „unterhalb“, zwischen Via Torquato Tasso und Corso Vittorio Emamuele wurden auf dem verbleibenden, freien Grundstücksstreifen die kleinen Paläste Pignatelli und Ferlaino errichtet, während im Teil „oberhalb“ im Garten das Landhaus steht, das 1893 einer radikalen Umgestaltung (gleichzeitig in den Stilen der Neurenaissance und der Neugotik) unterzogen wurde.
Heute ist das Landhaus ein privates Wohngebäude und daher nicht öffentlich zugänglich.

## Galeriebilder

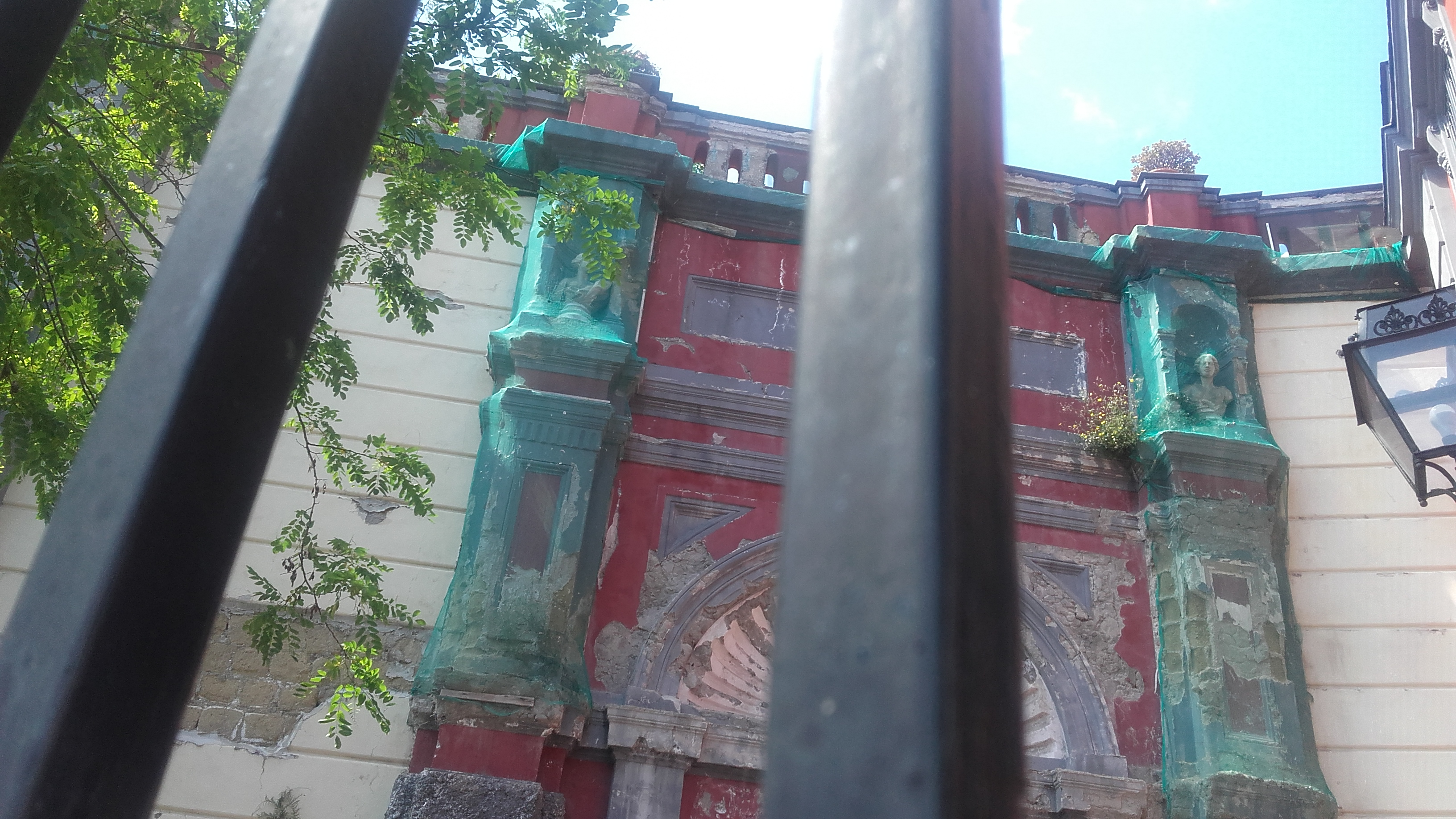
Büsten in einem Zierbogen am Eingang zur Villa